# Komunistyczna Partia Irlandii Północnej
Komunistyczna Partia Irlandii Północnej (język angielski: Communist Party of Northern Ireland) – funkcjonująca w latach 1941–1970, komunistyczna partia polityczna z Irlandii Północnej.